# Menomblet
Menomblet ist eine französische Gemeinde mit 681 Einwohnern (Stand: 1. Januar 2022) im Département Vendée in der Region Pays de la Loire; sie gehört zum Arrondissement Fontenay-le-Comte und zum Kanton La Châtaigneraie. Die Einwohner werden Menomblais genannt.

## Geographie
Menomblet liegt etwa 55 Kilometer östlich von La Roche-sur-Yon. An der südlichen Gemeindegrenze fließt der Lay entlang. Umgeben wird Menomblet von den Nachbargemeinden Montournais im Norden und Westen, Saint-André-sur-Sèvre im Norden und Nordosten, La Forêt-sur-Sèvre im Osten, Saint-Pierre-du-Chemin im Süden sowie Réaumur im Südwesten.

## Bevölkerungsentwicklung
| Jahr                      | 1962 | 1968 | 1975 | 1982 | 1990 | 1999 | 2006 | 2013 |
| Einwohner                 | 847  | 810  | 767  | 719  | 684  | 652  | 650  | 615  |
| Quelle: Cassini und INSEE |      |      |      |      |      |      |      |      |

## Sehenswürdigkeiten
- Kirche Notre-Dame-de-l'Assomption (Monument historique)

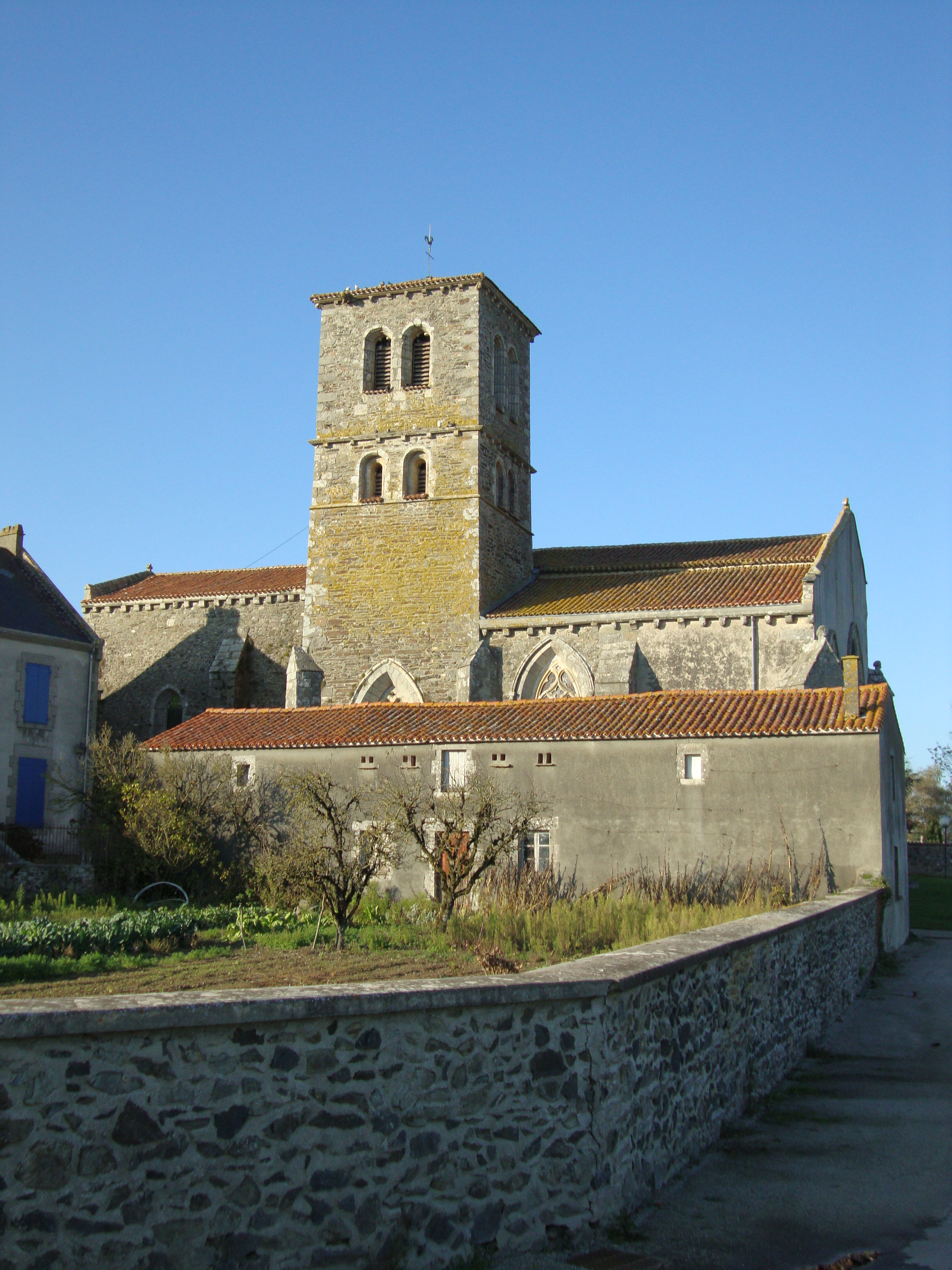
Kirche Saint-Maurice